# فرانچس
فرانچس (به فرانسوی: Franchesse) یک کمون (فرانسه) در فرانسه است که در آلیه واقع شده‌است. فرانچس ۴۰٫۲۴ کیلومتر مربع مساحت دارد ۳۱۹ متر بالاتر از سطح دریا واقع شده‌است.